# Bourton-on-the-Water

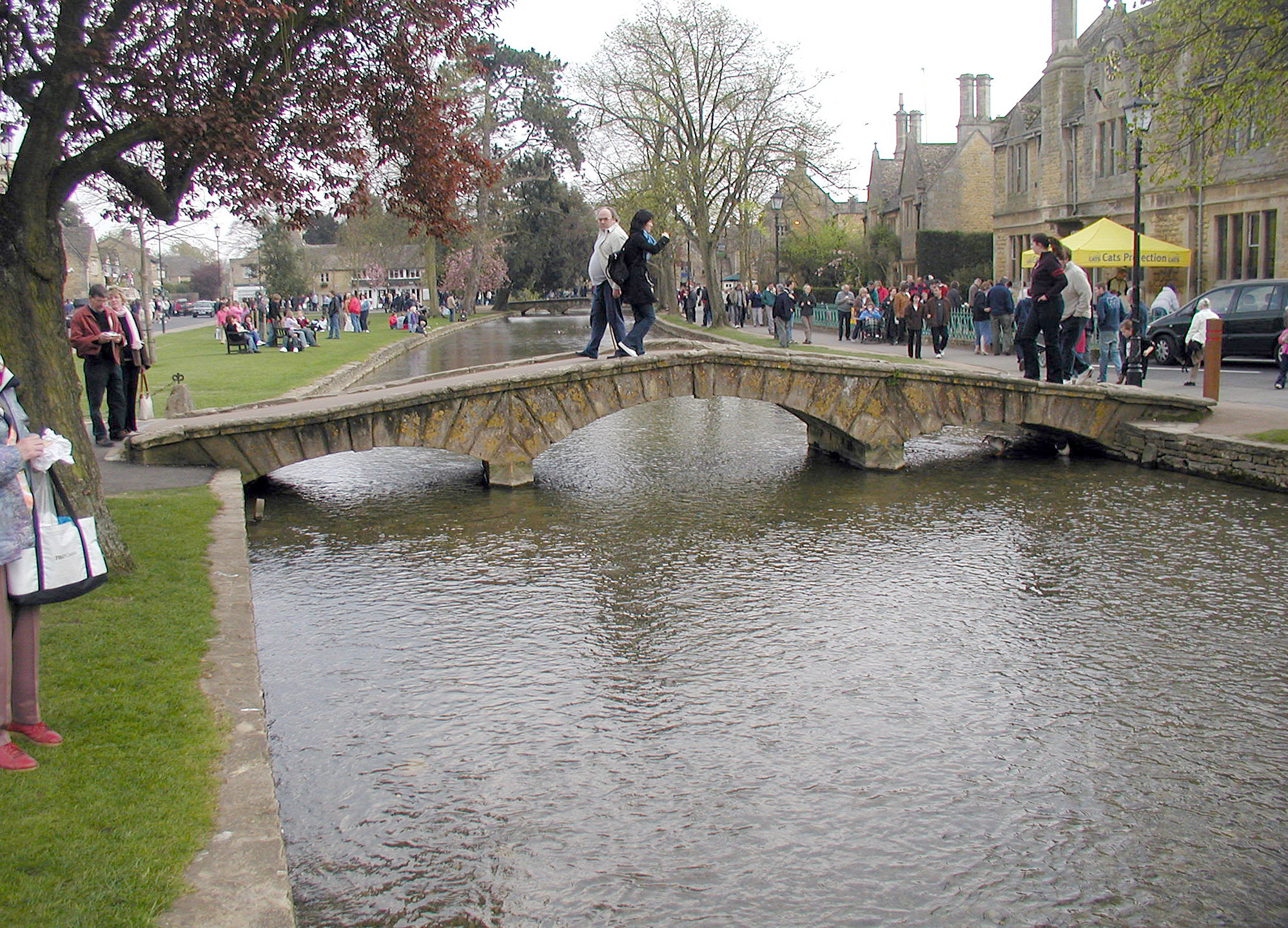
Fußgängerbrücke über den Fluss Windrush

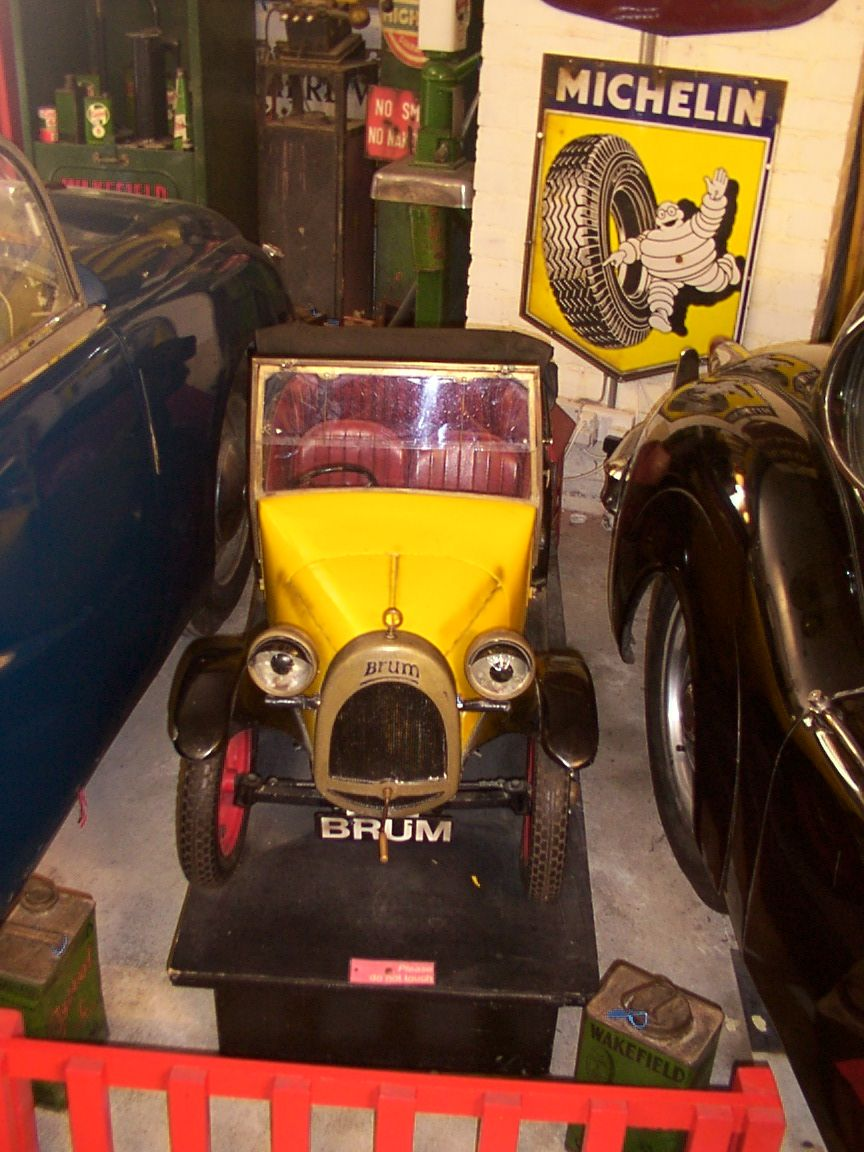
Cotswold-Autofahrer-Museum

Bourton-on-the-Water ist ein Dorf in der Grafschaft Gloucestershire (County) in England im Cotswolds Gebiet.

## Geografie
Bourton-on-the-Water liegt in einem weiten flachen Tal innerhalb der Cotswolds, einem sog. Gebiet von außergewöhnlicher Naturschönheit. 2009 lebten schätzungsweise 3300 Einwohner in der Gemeinde. Damit übertriff es bevölkerungsmäßig die nahe gelegenen Marktstädtchen Stow-on-the-Wold und Burford deutlich. Der Ort ist bekannt für seine malerische High Street, die von weit gezogenen Grünflächen und dem im Ort kaum knietiefen Flüsschen River Windrush eingerahmt wird. Über den River Windrush verlaufen mehrere schmale, geländerlose Bogenbrücken. Diese haben dem Ort zu seinem Beinamen „Venedig der Cotswolds“ verholfen. Die Gemeinde ist im Nordwesten begrenzt durch den Fosse Way (eine römische Straße), während die östliche Grenze durch mehrere Gewässer, den Slaughter Bach sowie die Flüsse Dikler und Windrush, gebildet wird. Die südliche Grenze ist verbunden mit einem Wasserlauf, der sich zwischen Bourton Hill und Broadwater Bottom hinzieht.

## Geschichte
Früheste Zeugnisse für eine menschliche Besiedlung innerhalb des Gebiets von Bourton-on-the-Water wurden im sog. Slaughter Bridge-Kieselfeld gefunden, wo  neolithische Scherben aus der Zeit von ca. 4000 Jahren v. Chr. gefunden worden. Weitere Ausgrabungen auf dem sog. Salmonsbury Camp lieferten den Nachweis einer fast ununterbrochenen Besiedelung der Gegend während des Neolithikums, der Bronzezeit und der römischen Besatzung Englands, die von 43 bis 410 dauerte. Antike römische Keramik und Münzen, die im Dorf selbst gefunden wurden, belegen zweifelsfrei die ausgedehnte römische Besiedlung dieses Gebiets. Im 11. Jahrhundert wurde eine Kirche errichtet. Ungeachtet der langen Siedlungsgeschichte stammen aber fast alle heute existierenden Gebäude aus dem 17. Jahrhundert. Als Baumaterial diente der charakteristische gelbliche Cotswold-Stein. Charakteristische Architekturdetails, wie, hervorkragende Giebel, Bogengänge, Fenster mit Steinsprossen und Regenabweiser sowie steinerne Regenabweiser über den Türen verleihen dem Ort ein malerisches Aussehen. 117 Gebäude des Orts gehören der Liste des Englischen Nationalerbes (Status II und höher) an. Das kleine historische Zentrum von Bourton-on-the-Water wurde zusammen mit weiteren Gebieten längs von River Windrush zum „Geschützten Gebiet“ (Conservation Area) des Vereinigten Königreichs bestimmt.
Der Long Barrow von Notgrove ist ein abgetragenes Cotswold Severn tomb westlich des Ortes.
Salmonsbury Camp, eine nahe gelegene Siedlung der Eisenzeit, wurde zum Nationalen Denkmal erklärt.

## Touristenattraktionen
- Mittelalterliches Fußballspiel, bei dem die Torpfosten in das Flüsschen Windrush gesetzt werden und es neben dem Erreichen einer größtmöglichen Zahl von Toren auch darum geht, die Gegner möglichst stark nass zu spritzen. Die Zuschauer feuern die Spieler vom Flussufer aus an.
- Das Miniatur-Dorf (engl. The Modell Village) ist eine 1:9-Replik des Dorfes. Sie enthält als Teil der Ausstellung auch die verkleinerte Darstellung des Miniaturdorf selbst (Modell im Modell). Lokal ansässige Handwerker haben die 1937  eröffnete Miniaturwelt erbaut.
- Eine Modelleisenbahn
- Das Automuseum „Cotswold-Motor-Museum“ (Drehort der englischen Fernsehserie für Kinder Brum), das 1978 durch den Sammler Mike Cavanagh gegründet wurde; seit 1999 im Besitz der gemeinnützigen Civil Service Motoring Association.
- „Birdland“, ein Freizeitpark, der verschiedene Vögel, wie Papageien, Pinguine und Sperlingsvögel, und einen Forellenteich, dessen Fische gefüttert werden können, zeigt. Es gibt Greifvogel-Vorführungen und öffentliche Pinguin-Fütterungen, die unter Aufsicht auch von Besuchern erfolgen können.
- Der Dragonfly-Maze-Irrgarten
- An jedem vierten Sonntag eines Monats findet ein Bauernmarkt statt.

## Wanderwege
Langstreckenwanderwege und lokale Wanderpfade haben Anfang oder Ende in  Bourton-on-the-Water oder führen durch den Ort. Ein solcher, der Herz-Englands-Weg (Heart of England Way), reicht 100 Meilen nach Norden und beginnt hier. Die römische Straße Fosse-way führt in der Nähe von Bourton-on-the-water vorbei.

## Schulen
- Grundschule (Primary School)
- Cotswold-Schule (Gesamtschule – sog. co-educational comprehensive school).

## Sonstiges
Aus der Gemeinde stammte der Schauspieler Wilfrid Hyde-White (1903–1991).

## Bilder

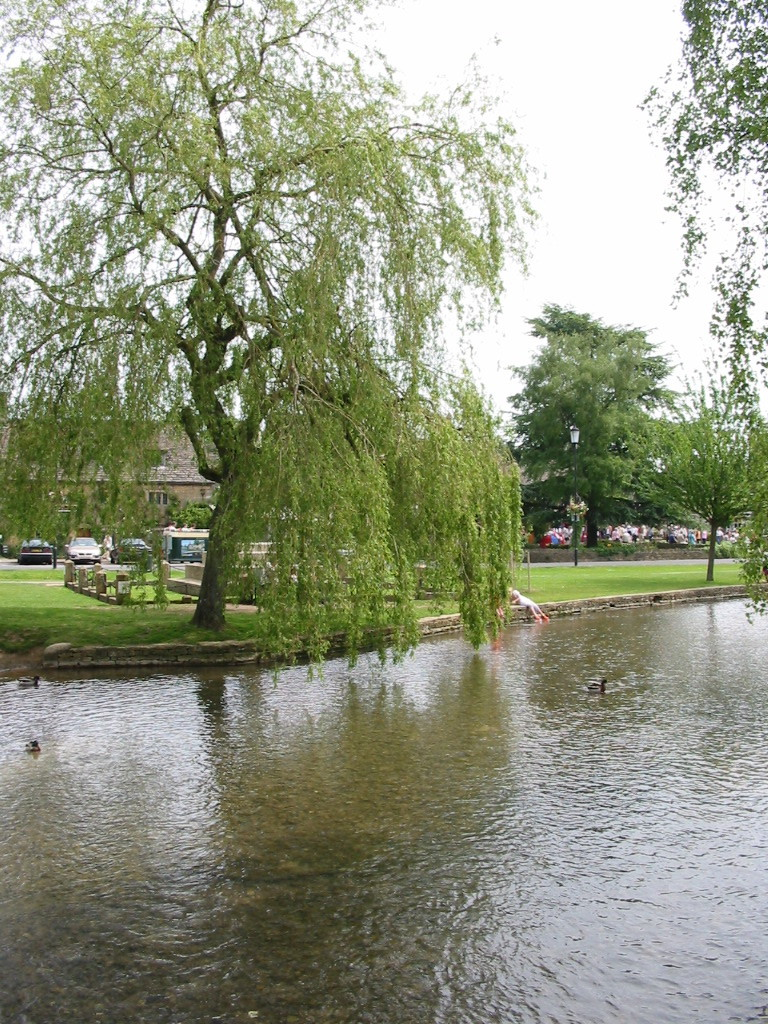
Blick von Bourton-on-the-Water
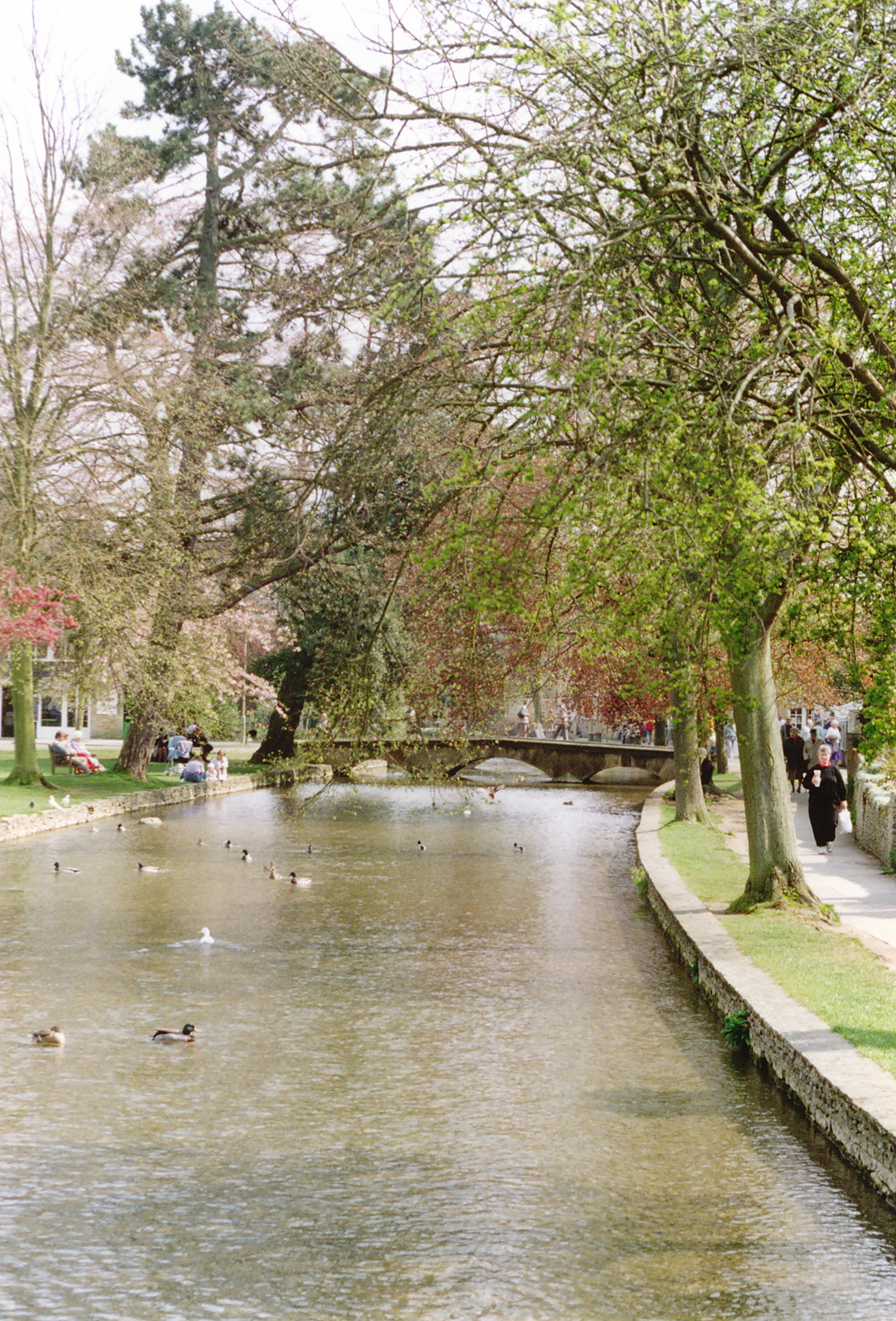
Flüsschen Windrush
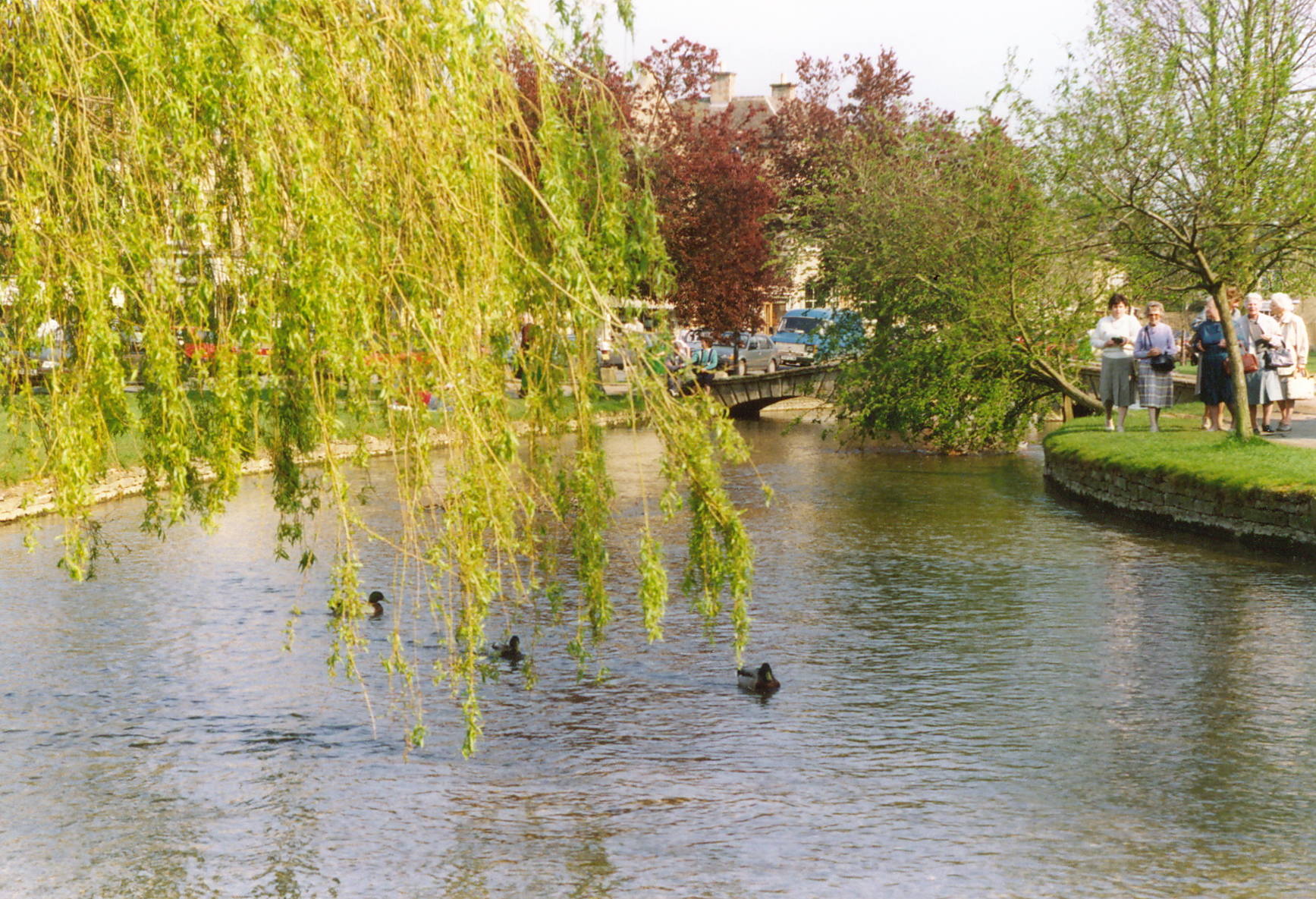
Flüsschen Windrush
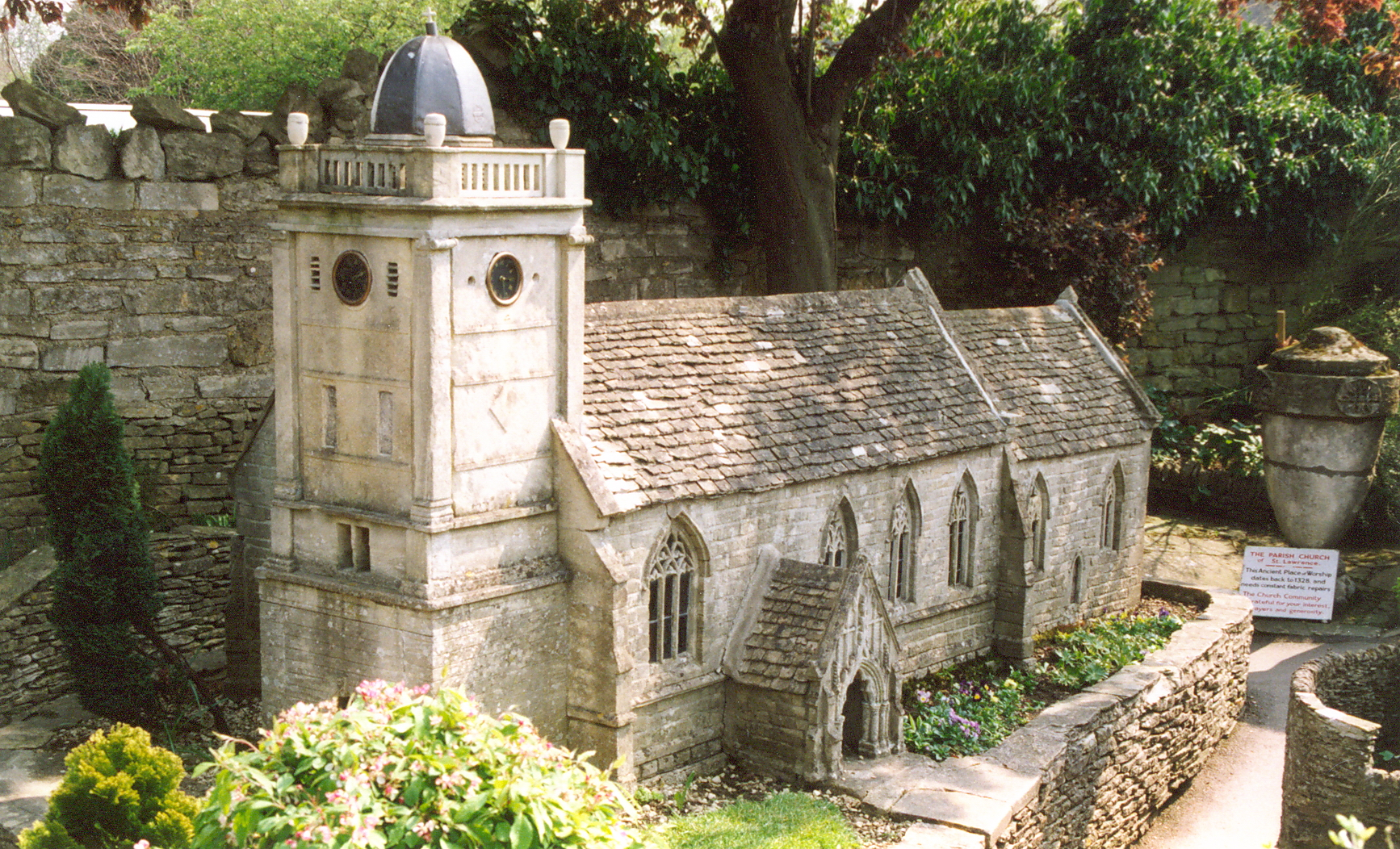
Kirche im Miniatur-Dorf
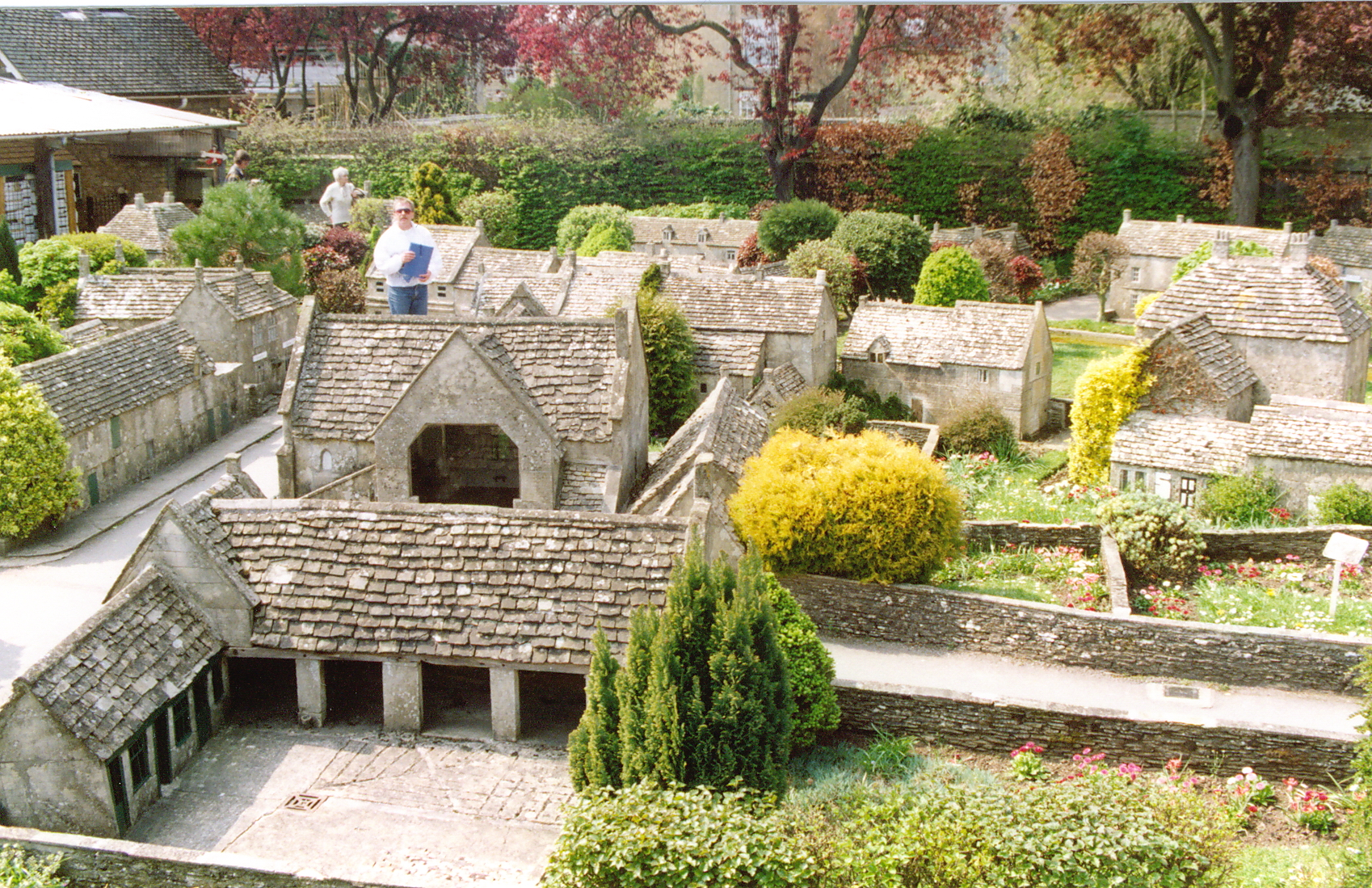
Wohnhäuser im Miniatur-Dorf
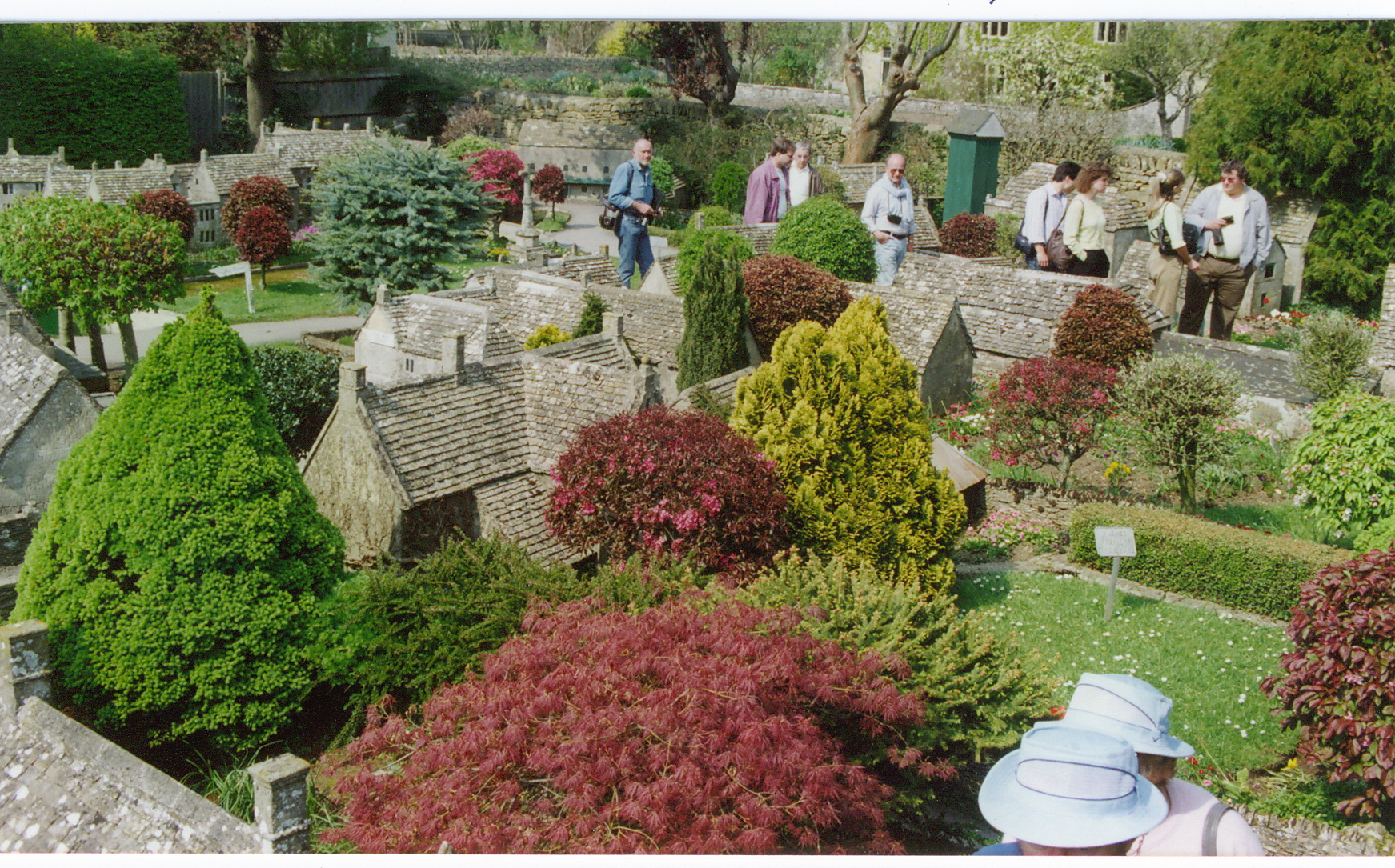
Wohnhäuser im Miniatur-Dorf